# Greatest & Latest
Greatest & Latest é um álbum lançado por Dee Dee Ramone.

## Faixas
1. Blitzkrieg Bop
2. Timebomb
3. Sheena Is A Punk Rocker
4. Shakin' All Over
5. I Wanna Be Sedated
6. Cretin’ Hop
7. Teenage Lobotomy
8. Gimme Gimme Shock Treatmeant
9. Motorbikin’
10. Come On Now
11. Cathy’s Clown
12. Pinhead, Rockaway Beach
13. Fix Yourself Up
14. Sidewalk Surfin’
15. Beat On The Brat
16. Sidewalk Surfin' (Instrumental Editado) faixa bônus em alguns lançamento